# Piede di mosca
Il piede di mosca (¶) è un antico segno tipografico.
Utilizzato soprattutto nei libri di diritto o nei testi religiosi, segnava la ripartizione di un capitolo (in titolo, capoversi e paragrafi), indicando pure una nota staccata o un rinvio.
Negli elaboratori di testo, come Word o Writer, questo simbolo segna la fine di capoversi e paragrafi. Rappresenta inoltre l'icona del pulsante per visualizzare/nascondere i caratteri non visualizzabili.
Il piede di mosca è solitamente disegnato in modo simile a una q minuscola che si estende dall'altezza del discensore a quella del montante; il ciclo può essere riempito o non riempito. Può anche essere disegnato con la ciotola che si estende ulteriormente verso il basso, assomigliando a una D rovesciata; questo è più spesso visto nelle vecchie stampe.
Il piede di mosca era un tipo di rubrica usata nel Medioevo per contrassegnare una nuova linea di pensiero, prima che la convenzione di paragrafi visivamente discreti fosse un luogo comune.

## Origine e nome

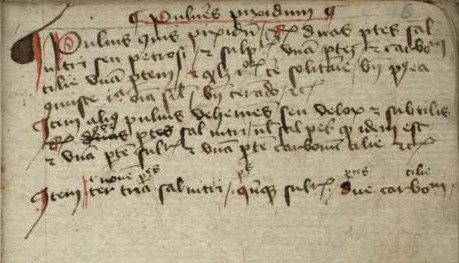
Tre brevi paragrafi sulla produzione di polvere da sparo nel manoscritto GNM 3227a (Germania, 1400 circa); il primo paragrafo è contrassegnato con una prima forma del piede di mosca, i due paragrafi seguenti sono introdotti con litterae notabiliores (letteralmente: lettere ingrandite).

Piede di mosca ha origine dalla parola greca paragraphos. Questo è stato reso in francese antico come paragrafo e successivamente cambiato in pelagraphe. Il primo riferimento del moderno piede di mosca è nel 1440 con la parola inglese medio pylcrafte.
Il primo modo per dividere le frasi in gruppi in greco antico era il paragrafo originale, che era una linea orizzontale sul margine a sinistra del testo principale. Man mano che il paragraphos divenne più popolare, la linea orizzontale alla fine cambiò nella lettera greca Gamma (Γ / γ) e più tardi in litterae notabiliores, che erano lettere ingrandite all'inizio di un paragrafo. Questa notazione cambiò presto nella lettera ⟨K⟩, un'abbreviazione per la parola latina kaput, che si traduce come "testa", cioè segna il capo di una nuova tesi. Alla fine, per segnare una nuova sezione, la parola latina capitulum, che si traduce come "testolina", è stato utilizzato, e la lettera ⟨C⟩ è arrivata a segnare una nuova sezione nel 300 a.C.
Nel 1100, ⟨C⟩ aveva completamente sostituito ⟨K⟩ come simbolo per un nuovo capitolo. I rubricatori alla fine aggiunsero una o due barre verticali al C per stilizzarlo; il simbolo è stato riempito con inchiostro scuro e alla fine sembrava il moderno piede di mosca, ¶.

## Uso moderno
Gli scribi lasciavano spesso spazio prima dei paragrafi per consentire ai rubricatori di disegnare questo simbolo. Con l'introduzione della stampa, lo spazio prima dei paragrafi era ancora lasciato ai rubricatori per disegnare a mano; tuttavia, i rubricatori non potevano disegnare abbastanza velocemente per gli stampatori e spesso lasciavano in bianco l'inizio dei paragrafi. Questo è il modo in cui è stato creato il rientro prima dei paragrafi. Tuttavia, il piede di mosca rimane in uso nei tempi moderni nei seguenti modi:
- nella scrittura legale, è spesso usato ogni volta che si cita un paragrafo specifico all'interno di memorie, articoli di revisione legale, statuti o altri documenti e materiali legali;
- Il segno piede di mosca seguito da un numero indica il numero di paragrafo dalla parte superiore della pagina. È usato raramente quando si citano libri o articoli di riviste;
- Nel web publishing un piede di mosca può essere utilizzato per indicare un link di ancoraggio[10];
- nella correzione di bozze, indica un'istruzione in base alla quale un paragrafo deve essere suddiviso in due o più paragrafi separati. Il correttore di bozze inserisce il piede di mosca nel punto in cui dovrebbe iniziare un nuovo paragrafo;
- in alcune chiese anglicane ed episcopali di alta chiesa, è usato nell'ordine di servizio stampato per indicare che seguono le istruzioni; indicano quando la congregazione deve alzarsi, sedersi e inginocchiarsi, chi partecipa a varie parti del servizio e informazioni simili. Il King's College di Cambridge utilizza questa convenzione nel libretto di servizio per il Festival of Nine Lessons and Carols. Ciò è analogo alla scrittura di queste istruzioni in rosso in alcune convenzioni di rubrica.

Il piede di mosca viene utilizzato nei software di desktop publishing come elaboratori di testi desktop e programmi di impaginazione per contrassegnare la presenza di un carattere di controllo di ritorno a capo alla fine di un paragrafo. Viene anche utilizzato come icona su un pulsante della barra degli strumenti che mostra o nasconde il piede di mosca e caratteri nascosti simili, comprese le tabulazioni, gli spazi bianchi e le interruzioni di pagina. Nella digitazione dei programmi, segna un ritorno che si deve digitare.
Il piede di mosca può indicare una nota a piè di pagina in una convenzione utilizzando una sequenza di simboli tipografici distinti in sequenza per distinguere le note a piè di pagina su una data pagina; è il sesto di una serie di simboli di note a piè di pagina che iniziano con l'asterisco.

## Codifica
Il carattere piede di mosca era nell'estensione del set di caratteri multinazionale del 1984 di ASCII a 0xB6 (decimale 182), da dove è stato ereditato da ISO / IEC 8859-1 (1987) e quindi da Unicode come U + 00B6 ¶. Inoltre, Unicode definisce anche U + 204B, U + 2761 ❡, e U + 2E3F. Quest'ultimo è obsoleto, essendo sostituito dal piede di mosca, ma è incluso in Unicode per compatibilità con le versioni precedenti e studi storici.
Storicamente, il simbolo piede di mosca era incluso nella codepage hardware predefinita 437 dei PC IBM (e tutte le altre codepage OEM a 8 bit basate su questa) al punto di codice 20 (0x14), condividendo la sua posizione con il codice di controllo ASCII DC4.

### Inserimento da tastiera
- Windows: Alt+0182 o Alt+20 (entrambi sul tastierino numerico[11])
- Classic Mac OS e macOS: ⌥ Opt+7
- Linux: Compose⇧ Maiusc+P ⇧ Maiusc+P
- Linux e Chrome OS: Ctrl+⇧ Maiusc+UB6 (Chrome-OS con Layout di tastiera internazionale del Regno Unito: AltGr+r)
- HTML: ¶, introdotto in HTML 3.2 (1997), oppure &#182;
- Vim, in modalità di inserimento: Ctrl+K P P
- TeX:\P
- LaTeX: \P oppure \textpilcrow
- Gli iPhone e gli iPad Apple potrebbero richiedere software aggiuntivo. Potrebbero essere necessari strumenti per generare facilmente un piede di mosca o altri caratteri speciali[12].
- I telefoni Android hanno il simbolo tramite ?123 =/< ¶ (la posizione può variare in base alla regione e alla lingua).

A seconda del carattere utilizzato, questo carattere varia nell'aspetto e, eccezionalmente, può essere sostituito completamente da un glifo alternativo.